# レチノイン酸レチニル
レチノイン酸レチニル (Retinyl retinoate) 、レチニルレチノエートは、レチノイン酸とレチノールが結合したエステル。既存のレチノイドの皮膚刺激性、また熱や光に対する安定性を大きく改良している。化粧品の成分として配合され、ニキビやシワに有効だとされる。

## 特性

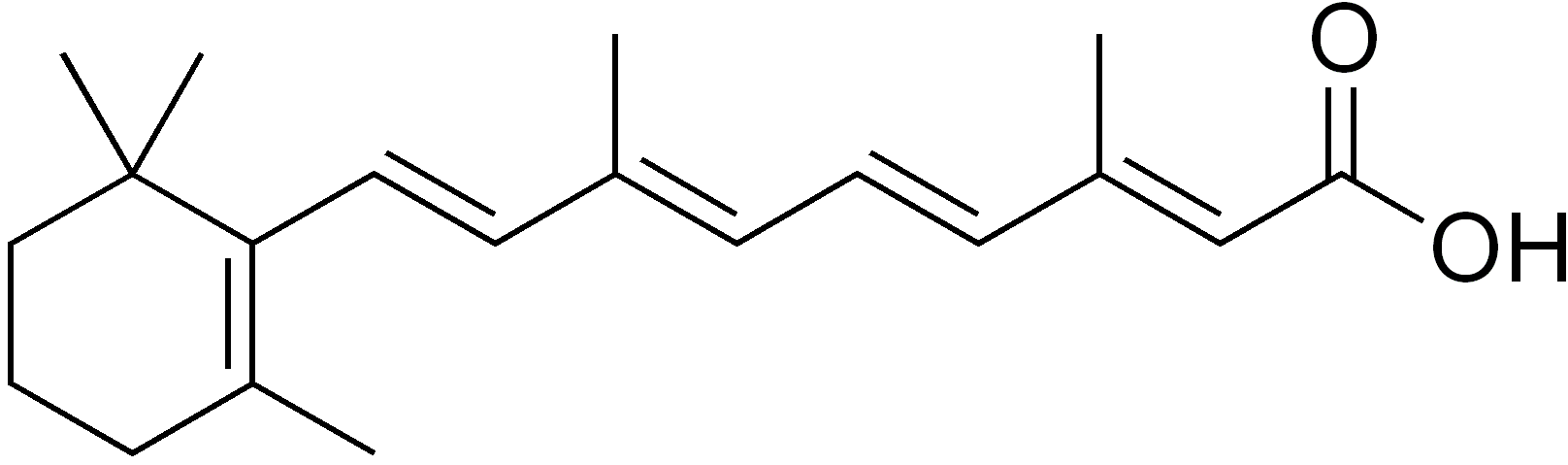
（参考）レチノイン酸の構造。

（参考）レチノールの構造。

レチノイン酸レチニルは、オールトランスレチノイン酸とオールトランスレチノールのエステルである。
レチノイン酸末端基のカルボキシ基と、レチノール末端基の水酸基が、脱水縮合してエステル結合した化合物である。
既存のレチノイドは光に対して不安定でまた皮膚刺激を起こす。皮膚刺激性による強い皮膚炎が生じることもあるため、この皮膚刺激性を改良したレチノイン酸レチニルが韓国で開発された。
また、光学的な安定性、熱への安定性が改良され、細胞毒性も低下している。レチノールでは光に対して2時間後にほとんどすべてが分解されており、レチノイン酸レチニルでは24時間後に分解のピークが見られ、熱に対しては常温で4週間後にはレチノイン酸レチニルではまだ90%が分解せず保たれているが、レチノールでは70%であった。

## 有効性
15人のランダム化比較試験 (RCT) で2か月後、0.05%濃度のレチノイン酸レチニルは炎症性・非炎症性ニキビと皮脂量を偽薬よりも有意に減少した。
46人のRCTで2-3か月後、0.06%濃度のレチノイン酸レチニルは、偽薬および0.075%レチノールよりも目の周囲のシワを改善した。11人でのRCTで、0.06%濃度のレチノイン酸レチニルは0.075%レチノールよりも、光老化によるシワの深さや面積を減少させ、レチノイン酸レチニルでは紅斑、痛み、熱感といった副作用の報告はなかった。